# Червоний місток

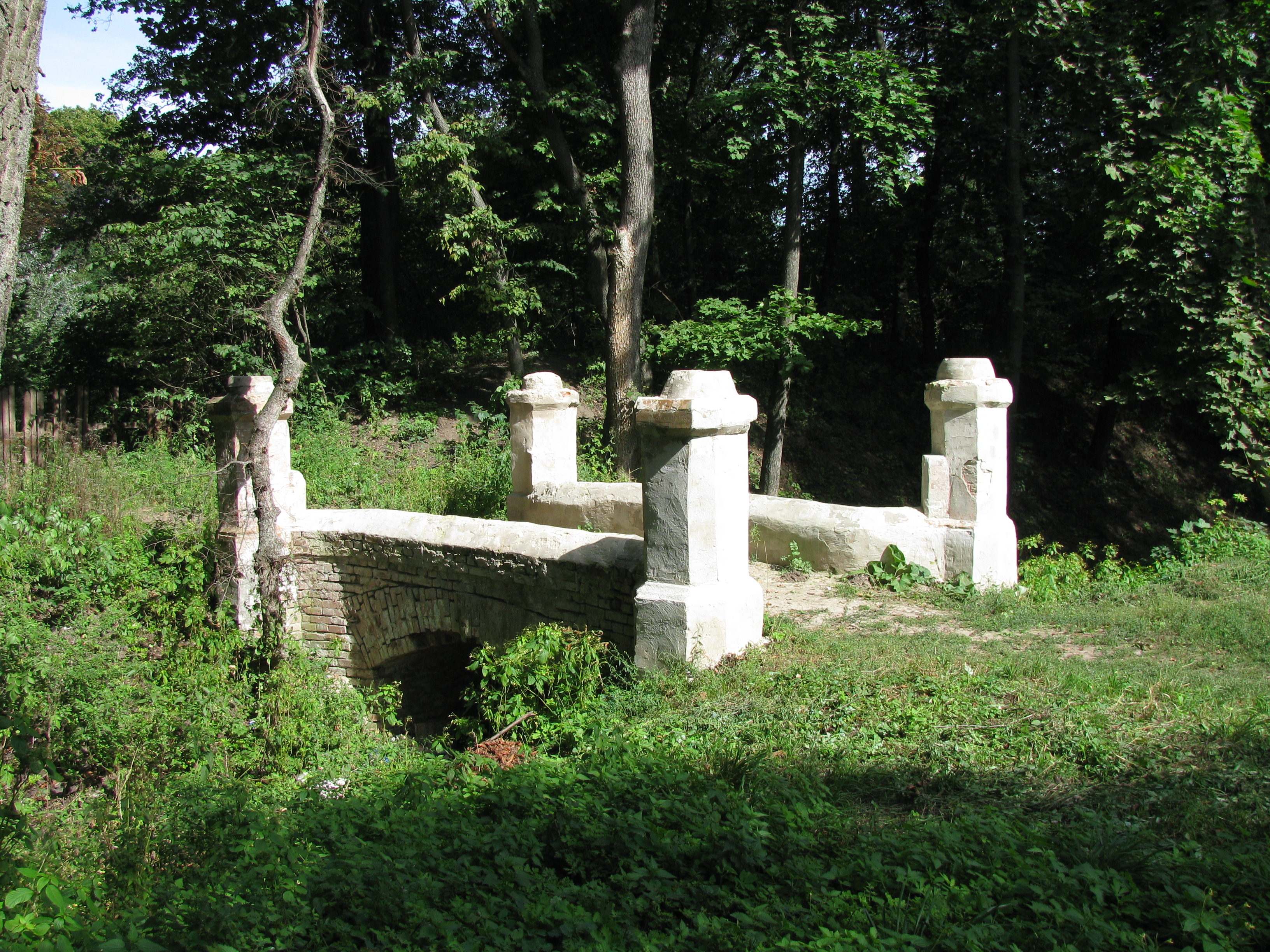
Червоний місток (2010 р.)

Черво́ний місто́к — мурований з цегли місток на території Садиби Лизогубів у смт Седнів Чернігівського району Чернігівської області. 
Місток перекинутий через рів Батиєвого Валу. Був побудований І. І. Лизогубом (1787–1868) на честь перемоги російської армії над Наполеоном у 1812 році. Назву отримав через рожево-червоний колір тинькування. Протягом ХХ століття місток неодноразово ремонтувався і був зафарбований білою фарбою. 
Біля Червоного містка Ф. А. Лизогуб у 1904 році встановив перший на Чернігівщині та другий в Україні пам'ятник Т. Г. Шевченку роботи скульптора М. О. Гаврилка, який до наших днів не зберігся.